# Rachel Watson
Rachel Watson (* 17. Oktober 1991 in Perth, Western Australia) ist eine australische Fernsehschauspielerin und Model.
Sie spielte von Oktober 2005 bis April 2006 die Hauptrolle der Tayla Kane in der zweiten Staffel von Der Sleepover Club. Sie erhielt bereits mehrere Auszeichnungen für die Schauspielerei und das Modeling.
2013 spielte sie in zwei Kurzfilmen von Kaleb McKenna mit, der 2013 an der Curtin University mit dem Master of Creative Practice mit dem Schwerpunkt Screen Production abschloss.

## Filmografie
- 2006–2007: Der Sleepover Club
- 2008: The Music Box
- 2013: Dinner Date
- 2013: He Was a Good Boy